# Inca Curse
Inca Curse (с англ. — «Проклятие инков») — компьютерная игра в жанре текстовой адвенчуры, созданная Чарлзом Сесилом для компании Artic Computing в 1982 году. Игра была выпущена на платформах Amstrad CPC, Commodore 64, ZX Spectrum и Android.

## Игровой процесс
Главный герой Inca Curse появляется где-то в джунглях Южной Америки рядом с храмом инков. От игрока требуется направлять персонажа, чтобы исследовать храм и раздобыть как можно больше ценностей, вернувшись из него живым.

## Восприятие
Журнал Computer and Video Games поставил игре 21 балл из 30 возможных. Его редакция называла её «довольно хорошей игрой с большим простором для исследований и зарабатывания очков», но раскритиковала за плохую грамматику: так, в игре встречается «vandels» вместо «vandals» (с англ. — «вандалы») или «armary» вместо «armory» (с англ. — «оружейная»). В своём итоге редакция CVG поставила Inca Curse 10 баллов за «начало», 6 баллов за «ценность» и 5 баллов за «возможность играть».